# 圣克鲁斯群岛

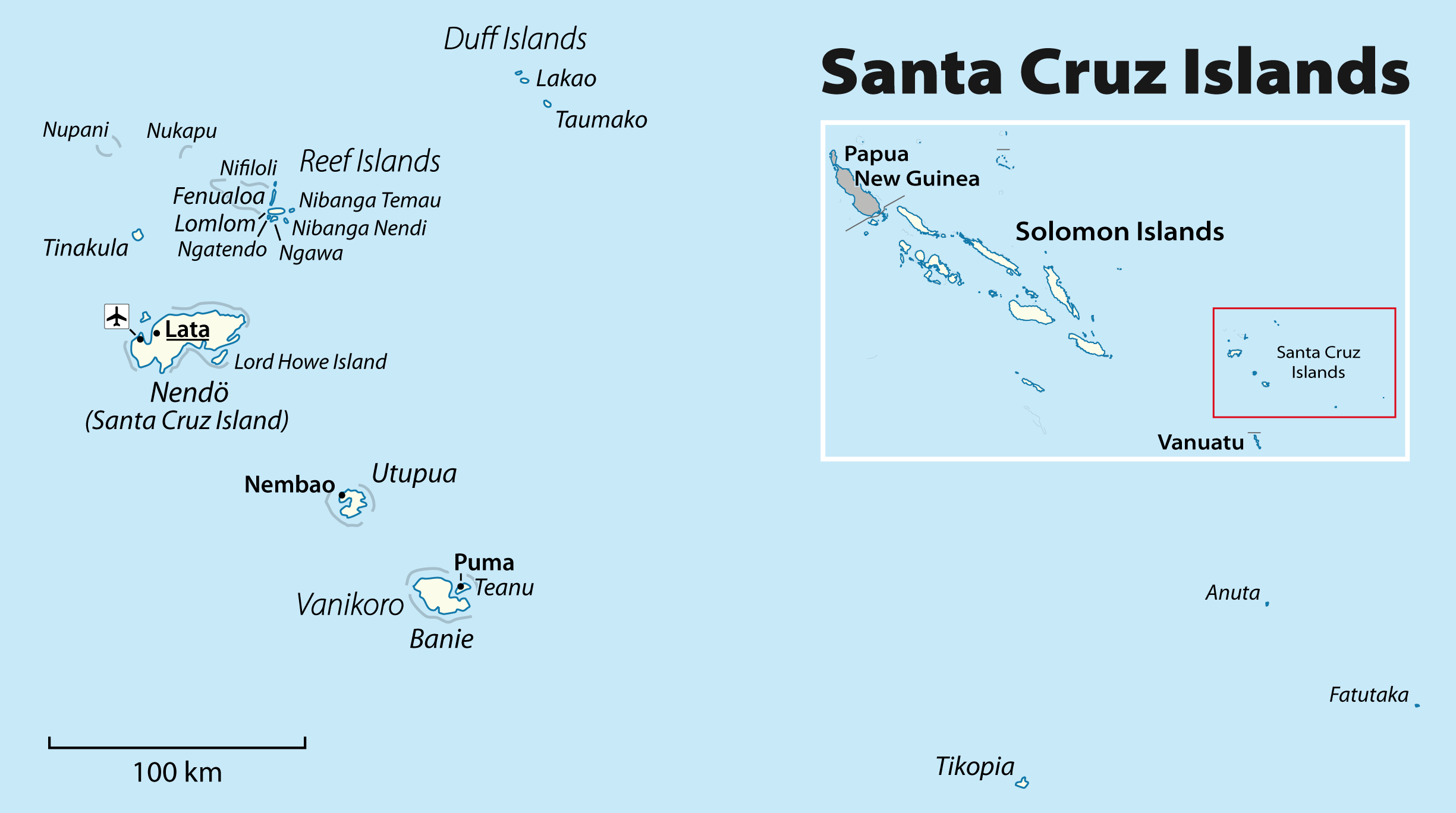
圣克鲁斯群岛在所羅門群島的位置

聖克魯斯群島（Santa Cruz Islands），所羅門群島東南端的火山島群，由恩德（Ndeni，505 km²）、瓦尼科羅（Vanikoro，173 km²）、Tikopia（5 km²）、Utupua（69 km²）等島組成，行政上隸屬泰莫圖省。居民主要為美拉尼西亞人。面積958平方公里。以出口椰乾為主。